# كورادو كولومبو
كورادو كولومبو (بالإيطالية: Corrado Colombo)‏ (3 أغسطس 1979 في إيطاليا - ) هو لاعب كرة قدم إيطالي في مركز الهجوم. شارك مع منتخب إيطاليا تحت 20 سنة لكرة القدم ومنتخب إيطاليا تحت 21 سنة لكرة القدم. أما مع النوادي، فقد لعب مع أتالانتا وإنتر ميلان ونادي أسكولي ونادي باري ونادي بريشيا ونادي بياتشينزا ونادي بيزا ونادي بيستويسي ونادي تورينو ونادي سامبدوريا ونادي سبيزيا ونادي ليفورنو وهيلاس فيرونا وAC Tuttocuoio 1957 San Miniato ‏.

## وصلات خارجية
- كورادو كولومبو على موقع قاعدة بيانات كرة القدم.إي يو (الإنجليزية)
- كورادو كولومبو على موقع Soccerway.com (الإنجليزية)
- كورادو كولومبو على موقع عالم كرة القدم.نت (الإنجليزية)